# لوسکا
در فولکلور کارائیب، لوسکا (به انگلیسی: Lusca) نامی است که به هیولای دریایی گفته می‌شود که در منطقه گودال آبی نزدیک آندروس، جزیره‌ای در باهاما وجود دارد.
از آن به عنوان یک اختاپوس غول‌پیکر، یا یک‌نیمه‌اژدها، نیمه‌هشت‌پا توصیف شده‌است. گفته می‌شود که لوسکا بیش از ۷۵ فوت (۲۳ متر) سال رشد می‌کند طولانی، اما هیچ موردی از رشد گونه‌های اختاپوس حتی تا نیمی از این طول‌ها ثابت نشده‌است.